# Fabero (montaña)
El Fabero es una montaña ubicada en el suroeste de la comarca tradicional de La Cabrera, provincia de León, Comunidad Autónoma de Castilla y León, España. Desde su alto se domina el pueblo de Silván. Su altitud es de 1680m.